# Ielena Tiourina
Pour les articles homonymes, voir Tiourina.
Ielena Nikolaïevna Tiourina (en russe : Елена Николаевна Тюрина) (née Batoukhtina le 12 avril 1971 à Iekaterinbourg) est une ancienne joueuse de volley-ball russe. Elle mesure 1,84 m et jouait au poste de réceptionneuse-attaquante. Elle a totalisé 467 sélections en équipe de Russie.

## Clubs
| Club                       | De        | À         |
| -------------------------- | --------- | --------- |
| Ouralotchka Iekaterinbourg | 1987-1988 | 1987-1988 |
| Ouralotchka -2             | 1988-1989 | 1989-1990 |
| Ouralotchka Iekaterinbourg | 1990-1991 | 1993-1994 |
| NEC Red Rockets            | 1994-1995 | 1996-1997 |
| Ouralotchka NTMK           | 1999-2000 | 1999-2000 |
| Mladost Zagreb             | 2000-2001 | 2000-2001 |
| Reggio Calabria            | 2001-2002 | 2001-2002 |
| Mladost Zagreb             | 2002-2003 | 2002-2003 |
| Ouralotchka NTMK           | 2003-2004 | 2003-2004 |

## Palmarès

### Équipe nationale
- Jeux Olympiques
  -  1992 à Barcelone
  -  2000 à Sydney
  -  2004 à Athènes
- Championnat du monde
  - Vainqueur : 1990.
- Coupe du monde
  - Finaliste : 1989.
- World Grand Champions Cup
  - Vainqueur : 1997.
  - Finaliste : 2001.
- Grand Prix mondial
  - Vainqueur : 1997.
  - Finaliste : 2000.
- Championnat d'Europe
  - Vainqueur : 1989, 1991, 1993, 1997, 2001.

### Clubs
- Ligue des champions
  - Vainqueur : 1989, 1990, 1994, 1995.
- Championnat d'URSS
  - Vainqueur : 1988, 1991.
- Coupe d'URSS
  - Vainqueur : 1986, 1987.
- Championnat du Japon
  - Vainqueur : 1997
- Championnat de Russie
  - Vainqueur :  1992, 1993, 1994, 1996, 2000, 2004, 2005.

### Distinctions individuelles
- Coupe du monde de volley-ball féminin 1991 : Meilleure réceptionneuse
- Championnat du monde de volley-ball féminin 1994 : Meilleure marqueuse.
- Grand Prix mondial de volley-ball 1997 : MVP.
- World Grand Champions Cup féminine 1997: Meilleure réceptionneuse.
- Grand Prix mondial de volley-ball 2001 : Meilleure réceptionneuse.